# Ремон Сал
Ремон Жилијен Сал (фр. Raymond Julien Salles; Париз, 18. јул 1920 — Кретеј, 15. јун 1996) био је француски веслачки репрезентативац. Веслао је у више веслачких дисциплина.
Са француским двојцем са кормиларом, учествовао је на Летњим олимпијским играма 1952. у Хелсинкију. Освојили су златну медаљу испред двојаца Западне Немачке и Данске. Француски двојац је веслао у саставу:Ремон Сал, Гастон Мерсје и кормилар Бернар Маливоар.
Следеће године весла у посади осмерца. На Европском првенству 1953. у Копенхагену француски осмерац је био трећи.